# Heterolophus clathratus
Heterolophus clathratus är en spindeldjursart som först beskrevs av Albert Tullgren 1907.  Heterolophus clathratus ingår i släktet Heterolophus och familjen Tridenchthoniidae. Inga underarter finns listade i Catalogue of Life.